# Cerylon conditum
Cerylon conditum är en skalbaggsart som beskrevs av Lawrence och Christian Friedrich Stephan 1975. Cerylon conditum ingår i släktet Cerylon och familjen gångbaggar. Inga underarter finns listade i Catalogue of Life.